# Nurbergen Zhumagaziyev
Nurbergen Zhumagaziyev (né le 29 novembre 1990 à Oural) est un patineur de vitesse sur piste courte kazakh.

## Carrière
Aux Jeux olympiques de 2014, il est 5e au relais et 29e au 500 mètres.
Aux Jeux olympiques de 2018, il arrive 18e au 500 mètres, 25e au 1000 mètres et 33e au 1500 mètres.